# Mistrzostwa Europy w Lekkoatletyce 1969 – maraton mężczyzn

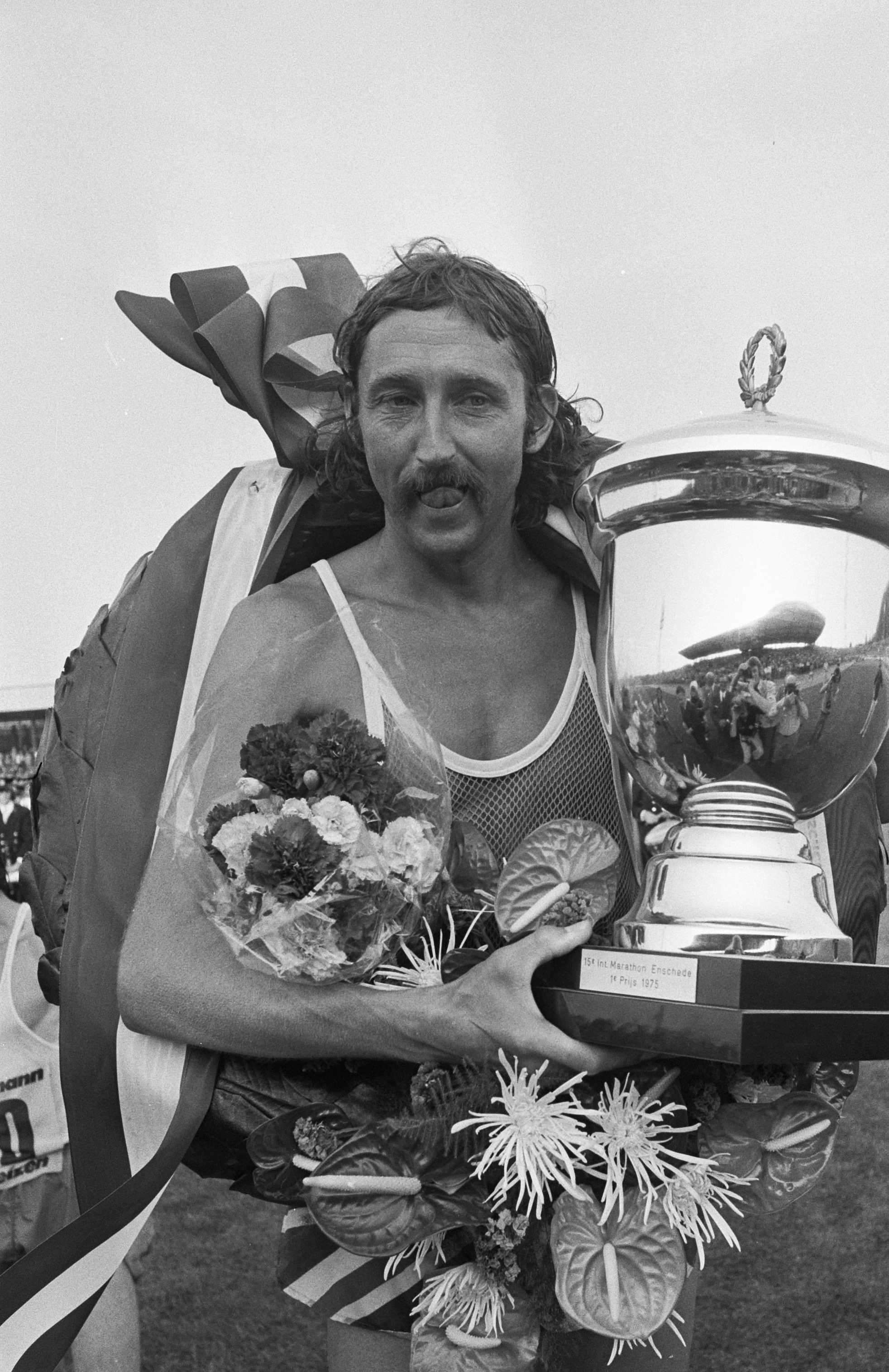
Ron Hill

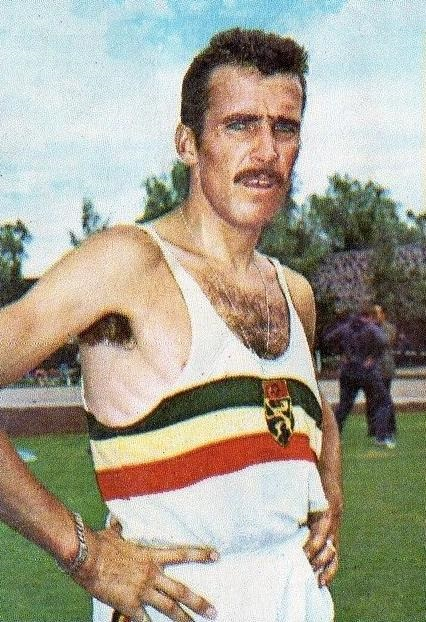
Gaston Roelants

Bieg maratoński mężczyzn był jedną z konkurencji rozgrywanych podczas IX Mistrzostw Europy w Atenach. Został rozegrany 21 września 1969 roku. Zwycięzcą tej konkurencji został reprezentant Wielkiej Brytanii Ron Hill. W rywalizacji wzięło udział trzydziestu dwóch zawodników z osiemnastu reprezentacji.

## Rekordy
| Rekord świata     | Derek Clayton (AUS)  | 2:08:33,6 | Antwerpia, Belgia  | 30.05.1969 |
| Rekord mistrzostw | Siergiej Popow (SUN) | 2:15:17,0 | Sztokholm, Szwecja | 24.08.1958 |

## Wyniki
| Miejsce | Zawodnik             | Czas      |
| ------- | -------------------- | --------- |
| 1       | Ron Hill             | 2:16:47,8 |
| 2       | Gaston Roelants      | 2:17:22,2 |
| 3       | Jim Alder            | 2:19:05,8 |
| 4       | Jürgen Busch         | 2:19:33,4 |
| 5       | İsmail Akçay         | 2:22:16,8 |
| 6       | Dénes Simon          | 2:22:58,8 |
| 7       | Michał Wójcik        | 2:23:36,6 |
| 8       | Jurij Wołkow         | 2:24:49,6 |
| 9       | Maurice Peiren       | 2:24:10,6 |
| 10      | Anatolij Skrypnik    | 2:25:14,8 |
| 11      | Hüseyin Aktaş        | 2:27:51,0 |
| 12      | Zdzisław Bogusz      | 2:28:37,0 |
| 13      | Michael Molloy       | 2:28:38,0 |
| 14      | Carlos Pérez         | 2:29:28,6 |
| 15      | Jurij Wielikorodnych | 2:31:46,8 |
| 16      | Gyula Tóth           | 2:32:24,6 |
| 17      | Nedo Farčić          | 2:35:57,0 |
| 18      | Aad Steylen          | 2:37:35,0 |
| 19      | Hamza Canavar        | 2:39:45,0 |
| 20      | André Lacour         | 2:40:20,8 |
| 21      | Stanislav Petr       | 2:40:44,0 |
| 22      | Gilbert Gauthier     | 2:45:31,0 |
| 23      | Jean-Marie Wagnon    | 2:47:19,0 |
| 24      | Nikolaos Awlakiotis  | 2:47:53,8 |
| 25      | Armando Aldegalega   | ??        |
| 26      | Georgios Fakiolas    | ??        |
| 27      | Jimmy Parody         | ??        |
| –       | Bill Adcocks         | DNF       |
| –       | Václav Mládek        | DNF       |
| –       | Pentti Rummakko      | DNF       |
| –       | Bjarne Sletten       | DNF       |
| –       | Dimitrios Vouros     | DNF       |